# زیست‌چاپ

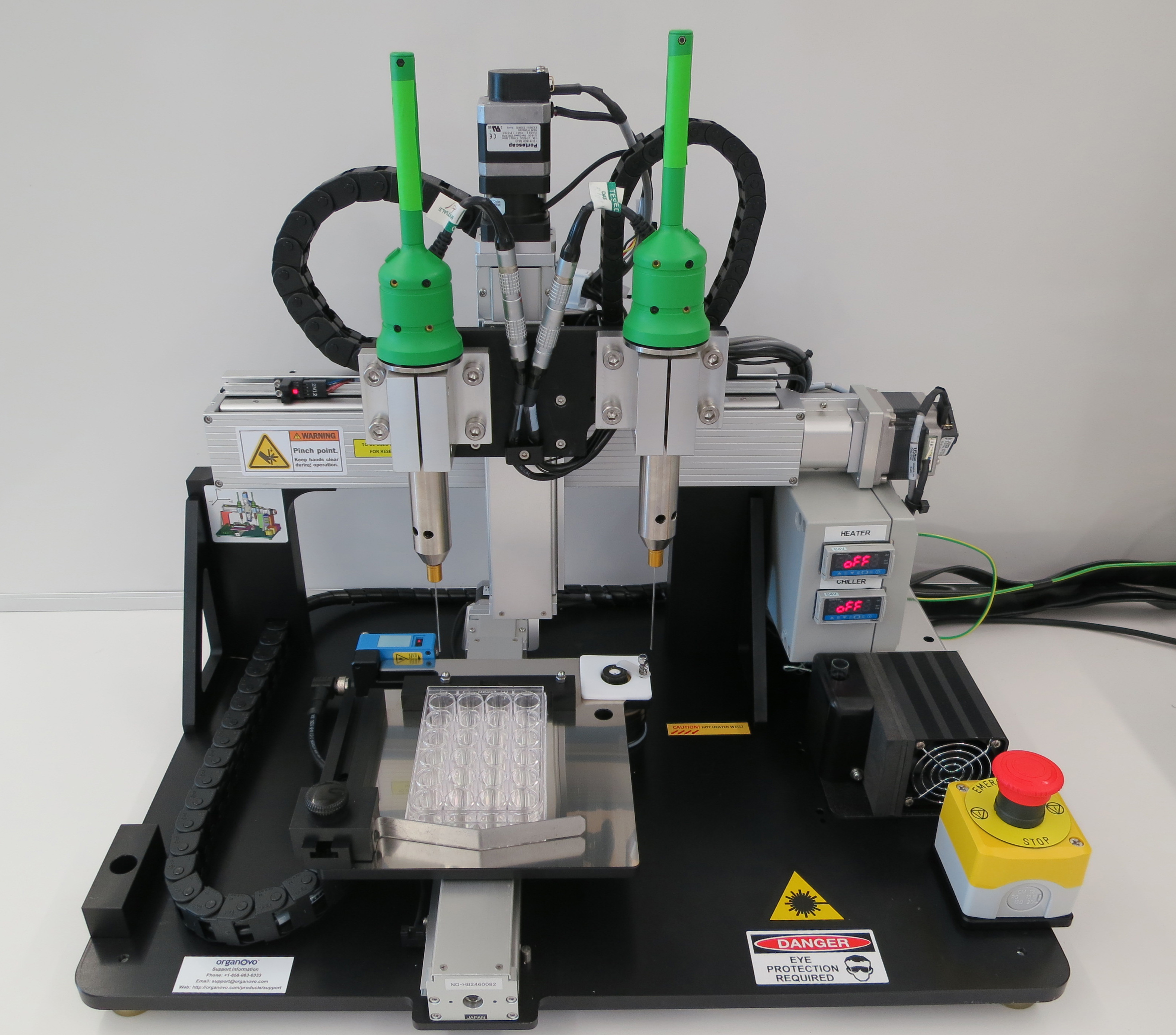
یک بیوپرینتر یا چاپگر زیستی سه‌بعدی

چاپ زیستی سه بعدی یا بیوپرینت (انگلیسی: 3D bioprinting) فناوری رو به تکاملی در حوزهٔ مهندسی بافت است که در آن با به‌کارگیری جوهرهای زیستی (انگلیسی: Bio-ink) که از سلول‌های بنیادی گرفته شده‌اند، به ساختن سریع و دقیق ساختارهای زیستی سه‌بعدی مانند پوست، بافت یا ارگانها می‌پردازند.
اهمیت این موضوع زمانی مشخص می‌شود که صحبت از پیوند عضو یا بیماری‌های خطرناک در میان است و هیچ اهداکننده‌ای وجود ندارد. در این صورت این ارگان‌های چاپ شده می‌توانند زندگی بیماران را نجات دهند. همچنین از این چاپگر برای مطالعهٔ بیماری‌ها نیز می‌توان استفاده کرد.

## تاریخچه
چاپ زیستی از پرینترهای سلولی دوبعدی آغاز شد که در آن مواد زیستی (انگلیسی: Biomaterial) جایگزین جوهر و صفحات متحرک جایگزین کاغذ چاپ در دستگاه‌های چاپگر شدند. پس از آن تلاش‌ها بر آن شد که با چاپ طبقه طبقهٔ ماده بر روی هم یک حجم سه‌بعدی تشکیل شود بدین ترتیب پرینترهای سه‌بعدی مطرح شدند. نسل اول این چاپگرهای سه‌بعدی توسط Charles W. Hull توسعه یافت.
به‌طور کلی اساس کار پرینترهای سه‌بعدی به‌هم زنجیر کردن لایه‌های ماده است. در پرینترهای سه‌بعدی یکی از بزرگ‌ترین چالش‌ها چاپ رگ‌ها و مویرگ‌ها به منظور زنده ماندن سلول‌ها بود.

## تکنیک‌های چاپ
به‌طور کلی چهار نوع تکنیک چاپ برای چاپگرهای سه‌بعدی وجود دارد: جوهرفشانی (انگلیسی: Inkjet)، اکستروژنی (انگلیسی: Micro-extrusion) و لیزری (انگلیسی: Laser-assited) و Stereolithography

### چاپگرهای اکستروژنی
روش اکستروژنی یک روش حساس به دماست. یک مفتول از ماده وارد نازل اکستروژن می‌شود و از یک گرمکن در دمای ذوب ماده عبور می‌کند تا لایه به لایه ماده تشکیل شود. فرایند انجماد به سرعت انجام می‌شود و فشار در نازل، مادهٔ خمیری در حال انجماد را به بیرون نازل می‌راند. فرایند چاپ به صورت پیوسته شکل می‌گیرد.

### چاپگرهای جوهرافشانی
روش جوهرافشانی که هم کاربرد زیستی دارد و هم غیر زیستی از تنش‌های حرارتی یا آکوستیک برای به بیرون راندن قطرات مایع از نازل استفاده می‌کند. در لیزرهای گرمایی، انتهای نازل با استفاده از الکتریسیته گرم می‌شود تا پالس‌های فشاری جوهر را به بیرون از نازل هدایت کنند و در لیزرهای آکوستیک اینکار توسط پالس‌های آکوستیک و پیزوالکتریکها صورت می‌گیرد. بدین ترتیب زیرلایه‌ها برای ساختن سازهٔ نهایی آماده می‌شوند.

### چاپگرهای لیزری
روش لیزری برای ساخت بافت و ارگان‌ها کاربرد روزافزون دارد. اساس این روش تاباندن اشعه‌های لیزری بر روی یک لایهٔ جاذب انرژی و یک لایهٔ زیستی مانند هیدروژل (انگلیسی: Hydrogel) است. در واقع، لیزر بر روی جاذب فشاری ایجاد می‌کند که آن باعث بیرون راندن مواد سلولی و جمع‌آوری آنها بر روی یک بستر می‌شود.

### چاپگرهای stereolithography
در stereolithography هم از لیزر استفاده می‌شود. این سیستم شامل یک منبع نور، یک مخزن فتوپلیمر، یک سیستم بالابر و یک میکروآینهٔ دیجیتال (DMD) است. با این تکنیک می‌توان محصولات با بخش‌های پیچیده را تولید کرد. با توجه به این که لایه‌های دوبعدی از جسم سه بعدی در یک مخزن فتوپلیمر تابیده می‌شوند سرعت ساخت بالایی فراهم می‌شود. همچنین این تکنیک می‌تواند ساختارهای میکرو را با دقت بالایی ایجاد کند چراکه لیزر قادر است در یک نقطهٔ بسیار کوچک در رزین متمرکز شود.

## کامپوزیت‌های زیستی قابل چاپ

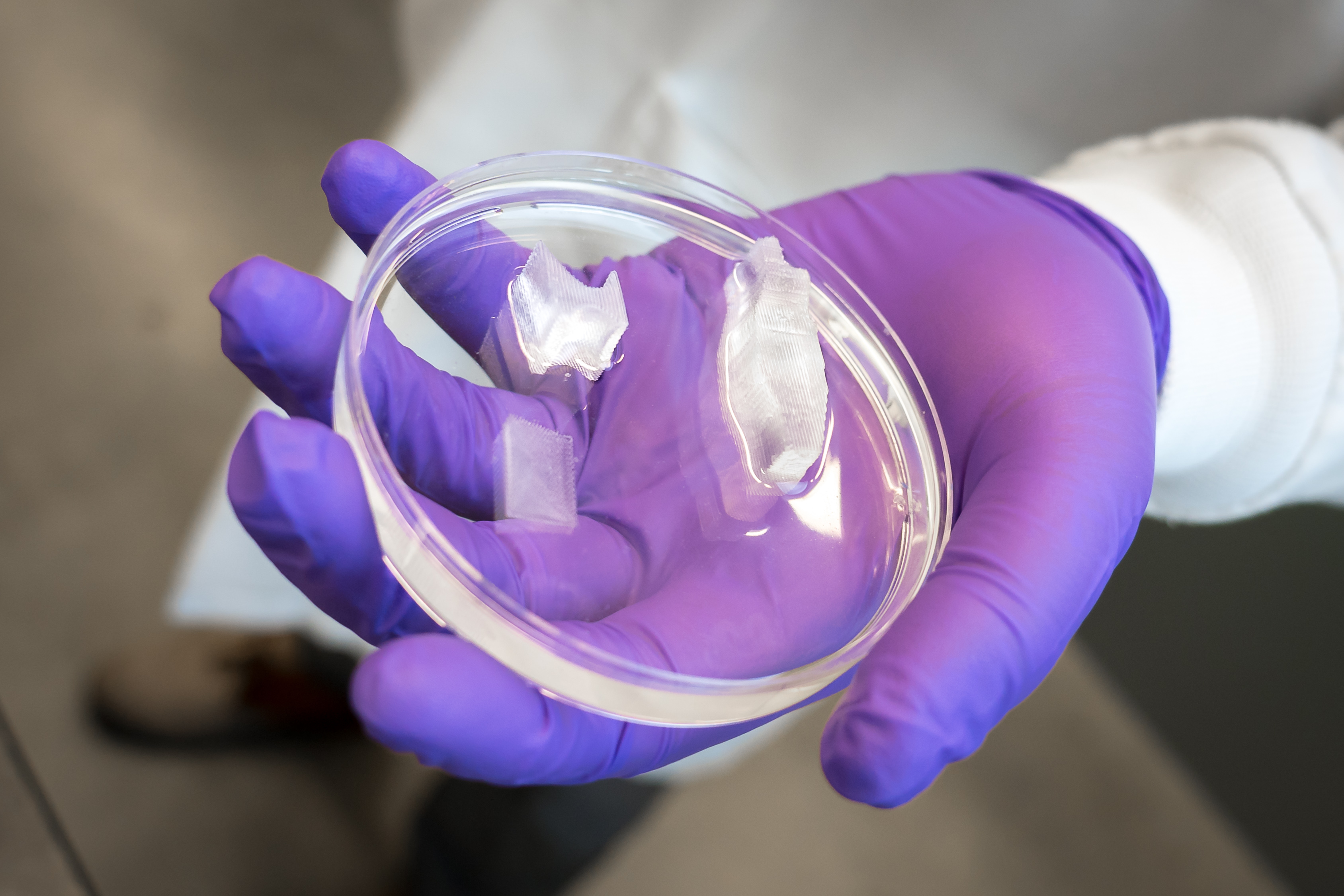
یک مدل پرینت شده از بخش نخاعی بدن که برای بازسازی نخاع آسیب دیده مورد تحقیق قرار می‌گیرد.

موادی که در بیوپرینت به کار می‌روند باید خواص ویژه‌ای داشته باشند. مثلا:
1. قابل چاپ باشند.
2. سازگاری زیستی داشته باشند.
3. غیر سمی باشند.
4. خواص ساختاری و مکانیکی مناسبی (بسته به بافت خاص و کاربردی که دارد) داشته باشند.
5. قابلیت چسبندگی سلولی داشته باشند.[۵]

جوهرهای بیوکامپوزیت‌ها پلیمرهایی طبیعی و کاربردی هستند. پلیمرهای طبیعی مانند کلاژن (انگلیسی: Collagen)، ژلاتین، آلژنیک (انگلیسی: Alginate) و… اجزای مشابه زیادی با بافت‌ها و ارگان‌های اصلی بدن دارند و در اصل به دلیل داشتن پروتئین (به جز آلژنیک)، دارای ظرفیت بازتولید لایهٔ مخاطی که برای بافت‌سازی بسیار ضروری است هستند.
هیدروژل نیز یکی از موادی است که شرایط بالا را به خوبی ارضا می‌کند به همین دلیل به عنوان یک محیط زیستی به خصوص در ساختارهای پیچیده کاربرد زیادی دارد.

## مراحل زیست‌چاپ
برای چاپ یک ارگان خاص اولین گامی که برداشته می‌شود، دریافت یک تصویر سه‌بعدی از آن ارگانها است. در مرحلهٔ بعدی باید یک مدل کامپیوتری از آن تصویر تهیه شود. پس از طراحی مدل کامپیوتری، باید G-Code از آن استخراج شود. G-code دستوری است که ماشین‌آلات را کنترل می‌کند. به عنوان مثال دستور می‌دهد که بازو با سرعت مشخصی در مدت مشخصی حرکت کند. پس از دریافت این G-code همه‌چیز برای چاپگر فراهم است و عملیات چاپ آغاز می‌گردد. در چاپگر زیستی لایه به لایه قسمت‌های مختلف شکل می‌گیرد و در نهایت ارگان کامل ایجاد می‌شود.

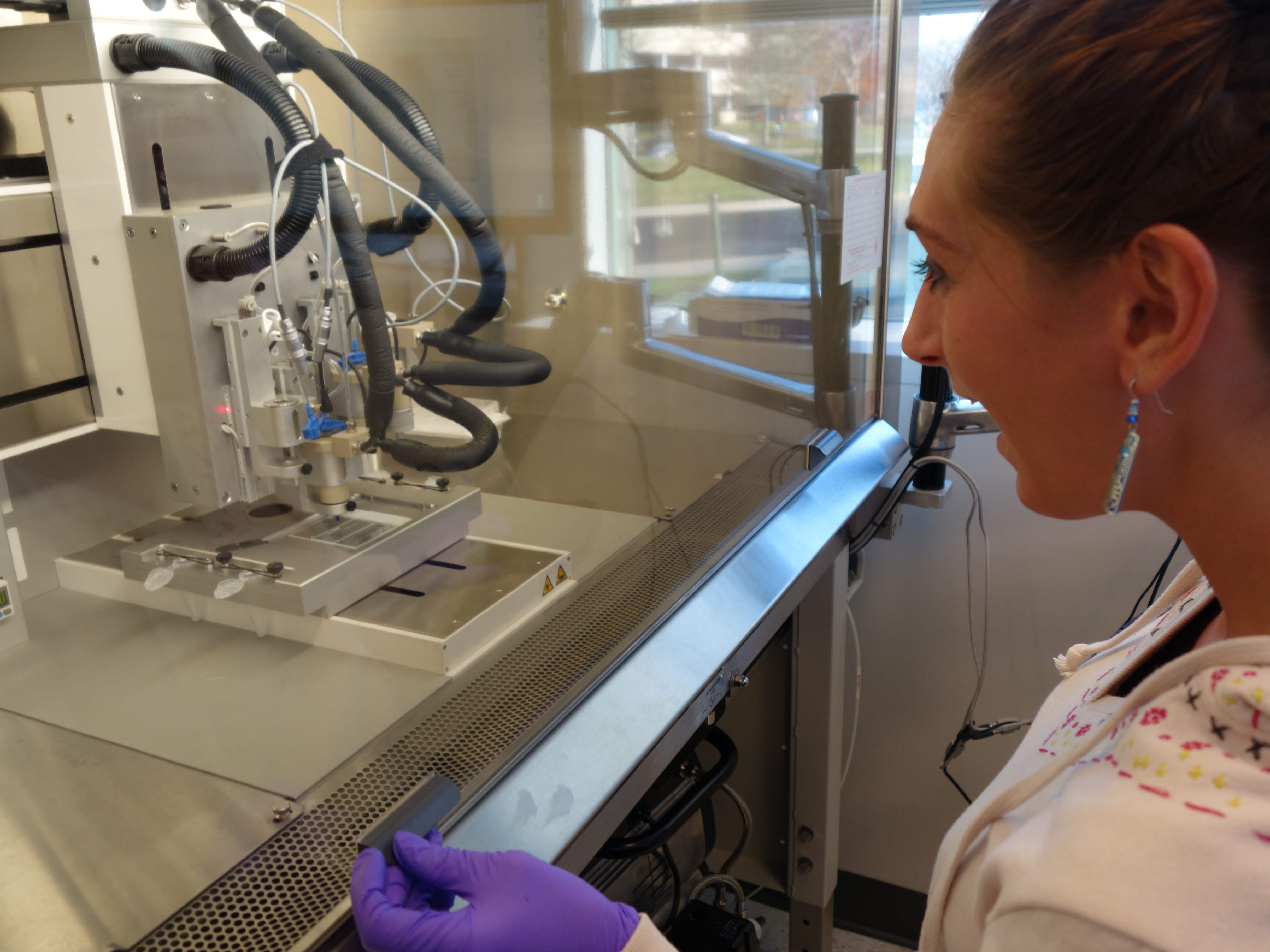
استفاده از یک چاپگر زیستی به منظور چاپ بافتهای بدن

### قبل از چاپ
همان‌طور که اشاره شد، این مرحله مربوط به آماده‌سازی‌های قبل از چاپ شامل طراحی است. در این مرحله، تصاویر مجازی به واقعیت‌های فیزیکی و مدلسازی تبدیل می‌شوند. این تصاویر سه‌بعدی به کمک MRI, CT یا روش‌های نوری بدست می‌آیند. بازسازی ساختار میکروآناتومی بدن و بخش‌های بافت‌شناسی پیاپی آن برای تشخیص قرارگیری خاص ذرات کروی شکل بافت‌ها و تعیین دقت میکروساختار کاملاً ضروری است. چالش این کار تهیهٔ تصاویر سه‌بعدی و مدلسازی آن نیست بلکه تبدیل این اطلاعات به یک طراحی پایدار قابل چاپ برای یک چاپگر است.
پس از تهیهٔ تصاویر و مدلسازی، سلول‌های خاص مربوط آماده شده و با یک مایع خاص که اکسیژن و مواد مغذی را برای زنده ماندن آنها فراهم می‌کند مخلوط می‌شوند.

### هنگام چاپ
این مرحله همان مرحلهٔ تولید و چاپ است که شامل آماده‌سازی Bio-ink و Bio-paper یا همان هیدروژل زیست‌سازگار می‌شود. محاسبات ساده بر اساس اندازه و حجم بافت‌ها و ارگانها نشان می‌دهد که برای بیوپرینت یک ارگان در ابعاد دلخواه، نیاز است تکنولوژی درهم تنیدن میلیون‌ها ذرهٔ بافتی کروی توسعه یابد. تکنولوژی‌های زیادی برای این کار وجود دارد از جمله روش hanging-drop یا استفاده و از نیروی خارجی و…. برای انتخاب بهترین روش پارامترهای زیادی باید در نظر گرفته شوند. از جمله: سرعت تشکیل ذرات کروی، کنترل اندازهٔ کره‌ها، سادگی در افزایش سایز، پایداری مناسب کره‌ها، چگالی بالای سلول‌ها و…. مهم‌ترین پارامتر این است که کره‌ها باید این قابلیت را دارا باشند که در مخزن‌های خاص مناسب کارتریج پرینتر قرار بگیرند. پس از ایجاد میکروبافت‌هابا چگالی سلولی بالا، این ساختارها باید در محفظه‌هایی قرار گیرند تا از همجوشی ناخواسته و زودهنگام ذرات کروی جلوگیری شود. همچنین این کار از محیط زیست درونی وسلول‌ها حفاظت می‌کند. در نهایت این محفظه‌ها در کارتریج‌های زیستی مخصوص قرار می‌گیرند و با استفاده از اطلاعات پرینتی بدست آمده در مرحلهٔ قبلی، لایه لایه بر روی هم قرار می‌گیرند. سپس سازه وارد راکتور زیستی شده و ذرات کروی به هم می‌پیوندند. هیدروژل پس از ساخت در صورت نیاز می‌تواند از سازه جدا شود.

### پس از چاپ
محصول پرینت شده دقیقاً همان بافت یا ارگانی نیست که بتوان برای کاشت روی بدن انسان آن را به کار برد. برای تبدیل این ساختارهای سه‌بعدی به ساختارهای سه‌بعدی کاربردی باید در یک راکتور زیستی دچار تغییر شوند. همچنین این راکتورها محیط و شرایط مناسبی برای پایداری ارگان پرینت شده را ایجاد می‌کنند؛ سلول‌ها را به سرعت به شرایط بلوغ مناسب می‌رسانند و احتمال پیوند موفق را افزایش می‌دهند. شبیه‌سازی‌های عددی و آزمایش‌ها در این مرحله بسیار مهم هستند. همچنین پس پردازش داده‌ها برای ارگانها بسیار حیاتی است.

## رویکردهای طراحی
برای چاپ بافت‌ها سه روش یا رویکرد مرکزی وجود دارد: زیست‌تقلید (انگلیسی: Biomimicry)، خودجایگزین‌گری و خودمونتاژی مستقل یا خودکار (انگلیسی: Autonomous self-assembly) و قالب‌های مینی بافت سازی (انگلیسی: Mini-tissue).

### زیست‌تقلید
در این روش، ساختارهایی ایجاد می‌شوند که مشابه شکل و چهارچوب و محیط پیرامونی اندام‌ها و بافت‌ها است و در واقع شامل ایجاد هر دو قسمت سلولی و خارج سلولی اندام می‌شود. این امر با تولید کردن اجزای کاربردی سلولی خاص از روی هر بافت امکان‌پذیر می‌شود. به عنوان مثال، بخش عروقی یک بافت عیناً ساخته می‌شود. لازمهٔ این روش، رونویسی و تکرار میکروساختار بافت‌های زیستی است و بدیهی است که در این صورت شناخت محیط میکروساختاری مانند نحوهٔ کنارهم قرارگیری سلول‌ها، نیروهای بیولوژیک یا فاکتورهای انحلال پذیری ضروری است.

### خودمونتاژی
در این رویکرد مدلی که برای تشکیل بافت‌های زنده به کار می‌رود ارگان‌های جنینی و اولیه هستند. اجزای سلولی یک بافت اولیهٔ در حال رشد و توسعه دارای خودسازمانی و الگوسازی هستند و پیغام‌های ارتباطی با میکرومحیط زیستی اطراف خود را تشکیل می‌دهند که باعث می‌شود میکروساختار دلخواه را ایجاد نمایند. در یک حالت خاص این رویکرد، از مونتاژ خودکار سلول‌های کروی درحال همجوشی و خودسازماندهی آنها جهت تقلید بافت‌های درحال رشد استفاده می‌شود. اساس این روش سلول‌های محرک بنیادی بافت‌شناسی هستند که ترکیب و ساختار را هدایت می‌کنند؛ بنابراین شناخت دقیق مکانیزم‌های توسعه دهندهٔ بافت‌های رویان و نیز کنترل شرایط محیطی برای تحریک این مکانیزم‌ها در بافت‌های چاپ شده ضروری است.

### مینی‌بافت سازی
این روش تلفیقی از دو روش نخست است. اندام‌ها و بافت‌ها از اجزای عملکردی بسیار کوچک ساخته شده‌اند که به آنها مینی‌بافت گفته می‌شود. مینی‌بافت‌ها کوچک‌ترین جزء ساختاری و عملکردی یک بافت هستند که می‌توان آنها را درهم تنید و در کنار هم مرتب کرد. دو استراتژی اساسی برای این امر وجود دارد:
1. کره‌های سلولی خودمونتاژ شونده (انگلیسی: Self-assembling) یا همان مینی‌بافت‌ها به کمک سازماندهی بیولوژِکی یک ساختار بزرگ یا ماکروبافت را تشکیل می‌دهند.
2. واحدهای دقیق و باکیفیت تکثیر شدهٔ یک بافت طراحی می‌شوند و سپس شرایط برای خودمونتاژی آنها و تبدیل شدنشان به ماکروبافت مهیا می‌شود.

برای تهیهٔ ساختارهای سه‌بعدی پیچیده نیاز است هردو این روش باهم ترکیب شده و به کار روند.

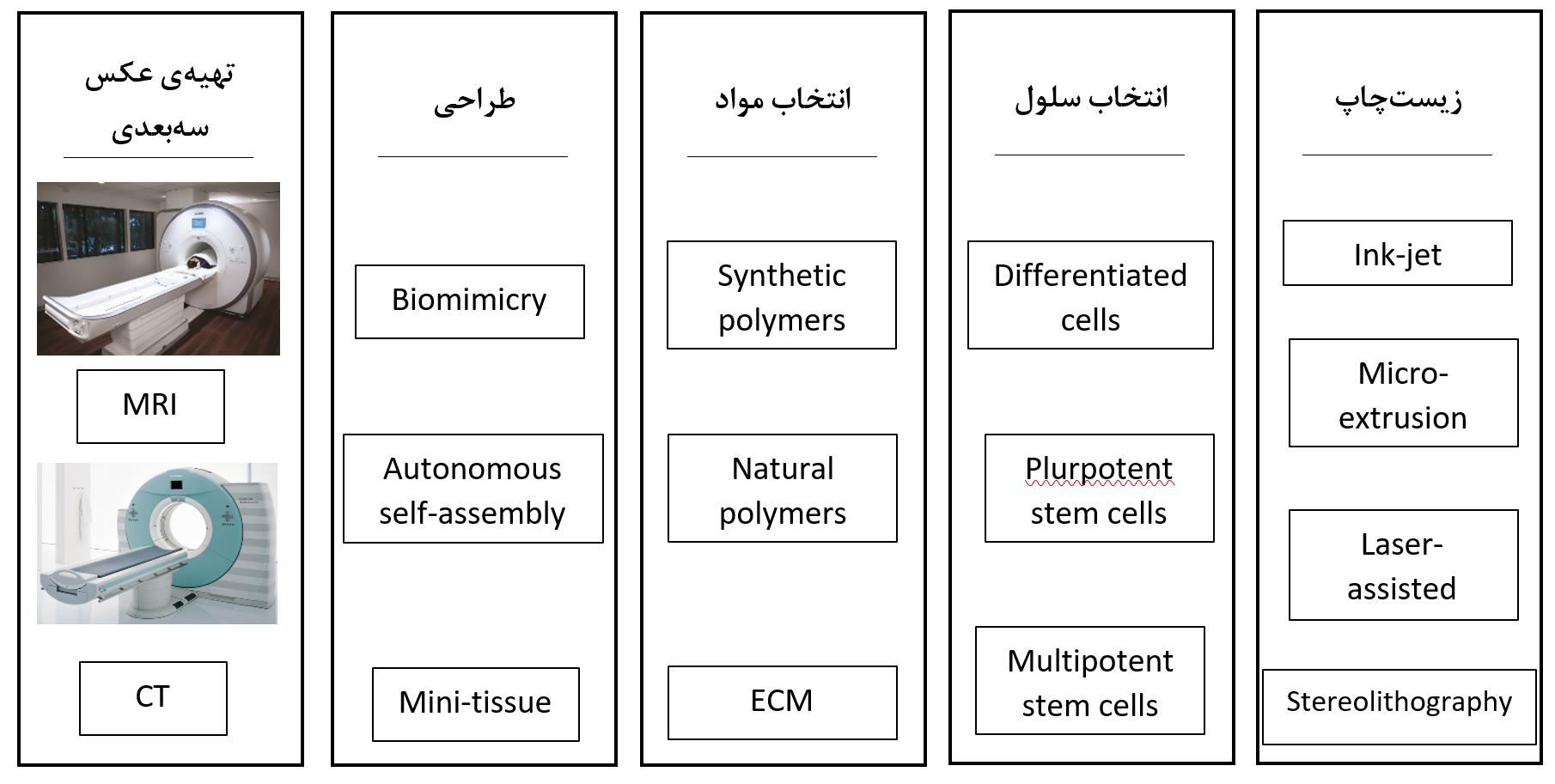
مراحل انجام یک فرایند زیست‌چاپ